# Skólkovo (localidad)
Skólkovo (en ruso: Ско́лково, IPA:  [ˈskolkəvə]) es una localidad ubicada en el distrito de Odintsovsky dentro del óblast de Moscú. El pueblo es conocido desde el siglo XVI. En 1862, la población del pueblo vivía en 23 haciendas compuestas por 226 personas. 
En marzo de 2010, el presidente ruso, Dmitry Medvedev, anunció planes para crear el Centro de Innovación de Skólkovo un complejo tecnológico moderno para fomentar la investigación y el desarrollo científicos. La construcción del centro comenzó en las cercanías de Skolkovo en 2011. Actualmente, otro proyecto importante se realiza cerca de Skólkovo; la construcción del campus de la Escuela de Administración de Skolkovo de Moscú.

## El "Silicon Valley ruso"
El 18 de marzo de 2010, en una reunión con los estudiantes ganadores de la Olimpiada, el presidente ruso Dmitry Medvedev anunció planes para crear un complejo científico y tecnológico ultramoderno en Skolkovo para el desarrollo y comercialización de nuevas tecnologías. Esta decisión provocó críticas de varios periodistas y políticos.
El 23 de marzo, Medvedev durante una reunión de la comisión presidencial sobre modernización celebrada en Khanty-Mansiysk, anunció que el centro de innovación en Skólkovo del lado ruso estaría dirigido por el jefe del grupo de empresas Renova, Viktor Vekselberg. La cuestión de quién se convertirá en el coordinador internacional del proyecto Skolkovo sigue abierta.
El supervisor científico y uno de los dos copresidentes del complejo científico fue el ganador del Premio Nobel Zhores Alferov.